# Corda fluixa

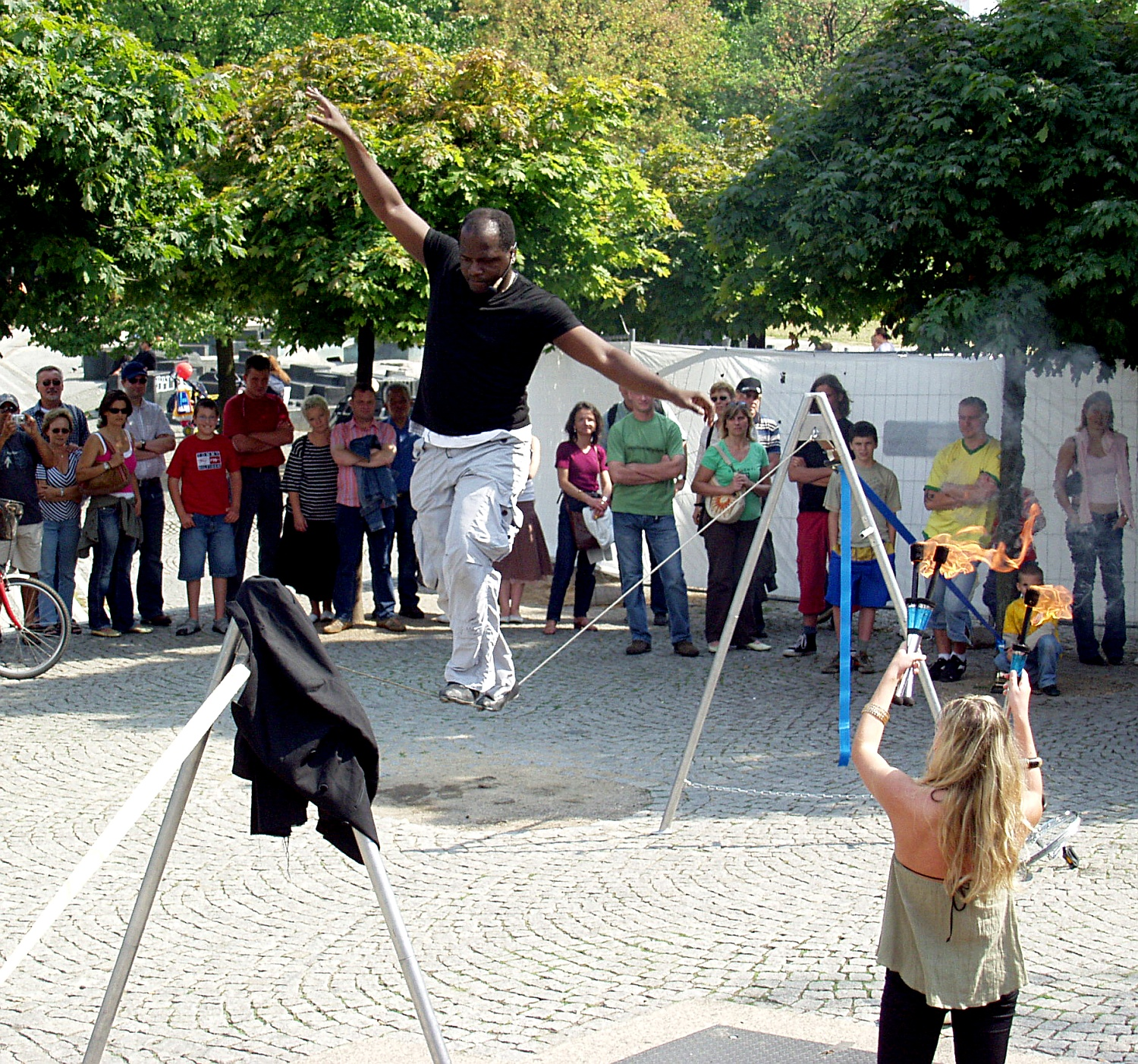
Sobre la corda fluixa

La corda fluixa és una corda que, al contrari del cable tens, està fluixa i comunament se'l confon amb el cable o corda tensa. Es troba subjecta pels dos extrems, desenganxada del terra i amb una lleugera curvatura per la seva des-tensió. L'altura a la qual es trobe varia segons amb l'habilitat de l'executant i de les possibilitats de seguretat del lloc. En general descalça, la persona aconsegueix estabilitat sense ajuda d'altres objectes. Es denomina funàmbul a l'acròbata que fa exercicis sobre la corda fluixa o el fil ferro.
Entre les dificultats que es practiquen sobre la corda figuren les següents: 
- Caminar d'esquena.
- Equilibri en un sol peu.
- Seure, acostar-se, agenollar-se, etc. a la corda.
- Realitzar jocs de mans sobre la corda.

Algunes variants del número sobre corda es realitzen utilitzant elements mecànics com ara bicicletes, monocicles i, també motocicletes.

## Altres usos
En referir-se al terme corda fluixa, es pot estar utilitzant de forma metafòrica, per fer referència que algú corre perill, ja sigui a la seva salut o de perdre la seva feina, per exemple.